# Joseph Stallaert

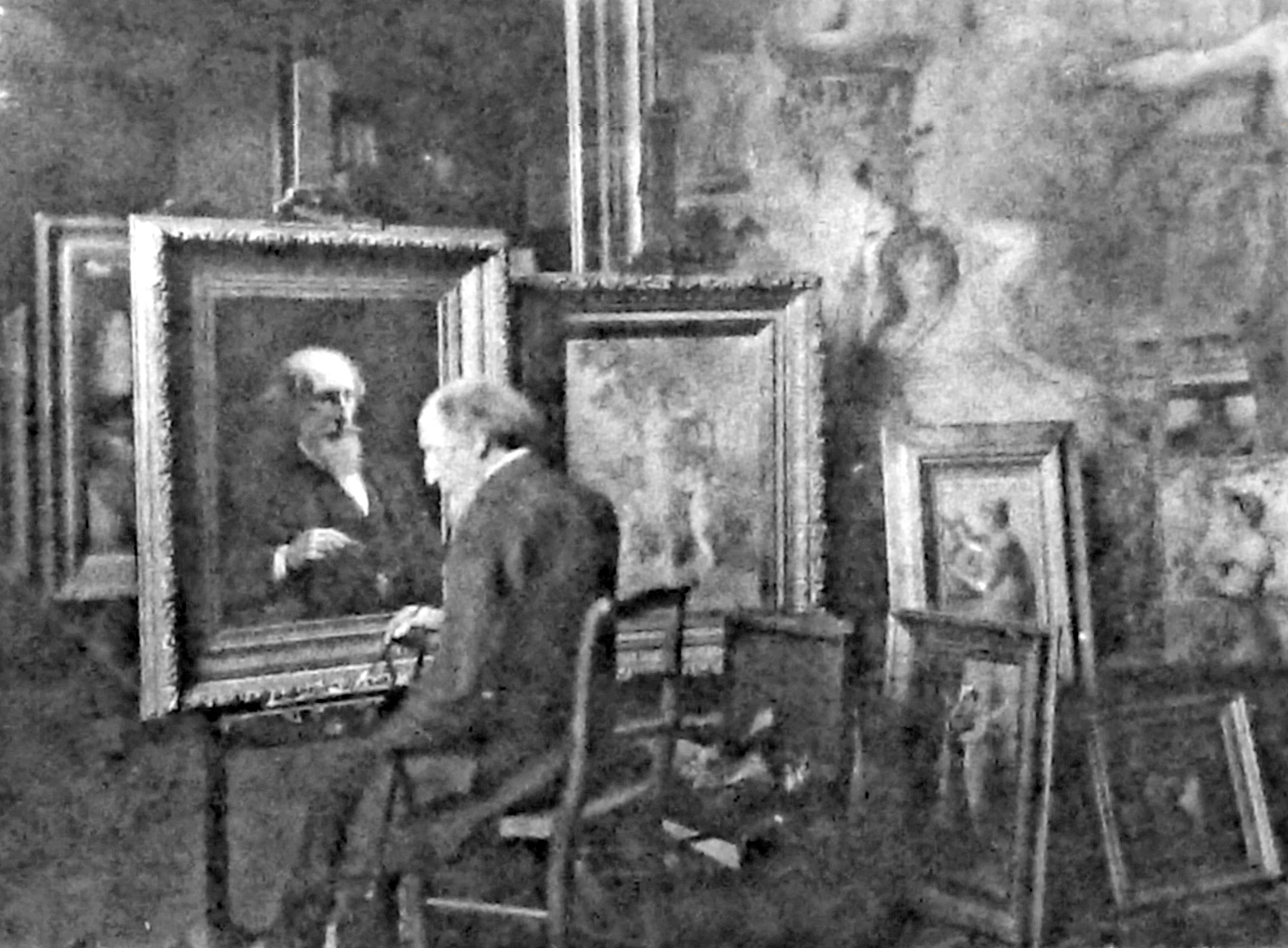
Joseph Stallaert in zijn atelier

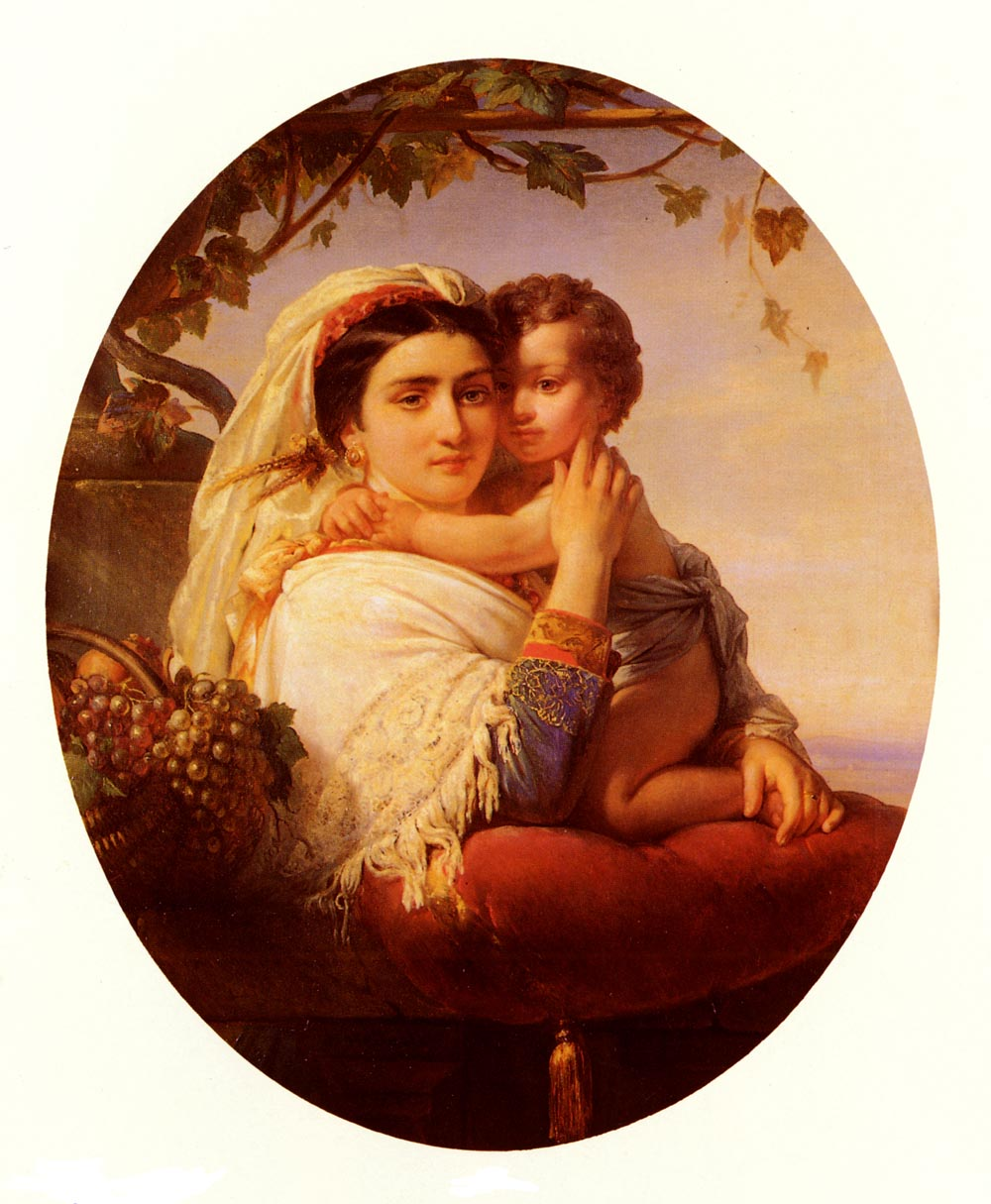
Maternité

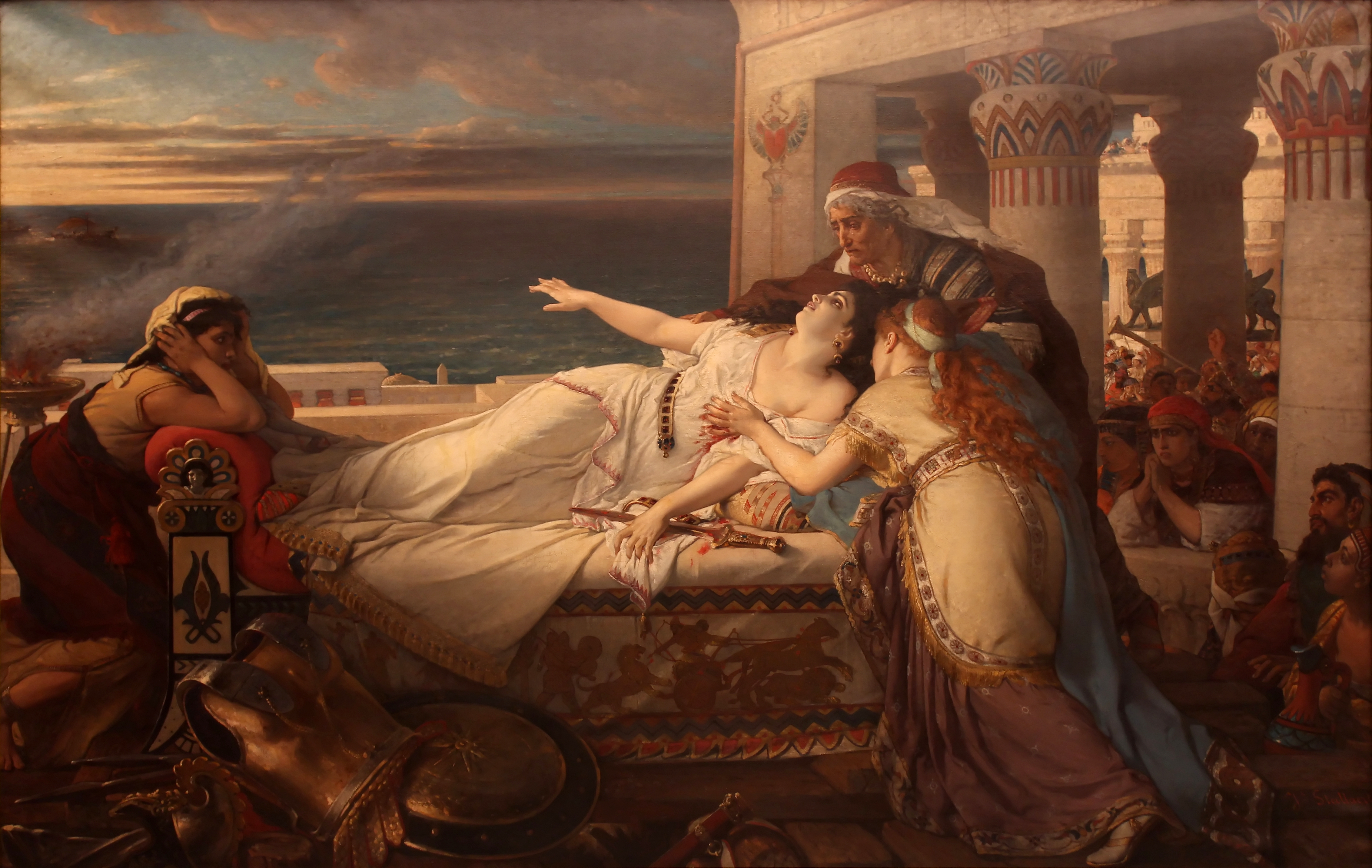
De dood van Dido (1872)

Joseph Stallaert (Merchtem, 19 maart 1825 – Elsene/Brussel, 24 november 1903) was een Belgisch kunstschilder.

## Levensloop
De grootvader langs vaderszijde, Jan-Frans Stallaert was dichter en een liefhebber van de letterkunde, vooral van Jacob Cats en Joost van den Vondel.
De ouders waren nuchtere handelaars en de vader besliste dat zijn zoon in de zakenwereld zou gaan. Daarom plaatste hij hem op 15-jarige leeftijd in de leer bij een baas, toevallig een oom van de landschapsschilder Edmond De Schampheleer. Met diens hulp kon Stallaert beginnen aan het waarmaken van zijn eigen droom : dankzij De Schampheleer werd hij aangenomen in het vrij atelier van kunstschilder François-Joseph Navez. Na de dood van zijn vader gaf Stallaert zijn betrekking op en wijdde zich -volledig gemotiveerd- helemaal aan de schilderkunst.
Hij schreef zich in september 1839 aan de Academie van Brussel voor de lessen tekenen. In 1841 werd hij leerling in het atelier schilderen en tekenen naar antiek model o.l.v. Navez. In 1844 behaalde hij de eerste prijs tekenen naar de natuur en werd een jaar later met grote onderscheiding laureaat in het historiestuk.
In 1847 was hij laureaat van de felbegeerde Prijs van Rome. Hij verbleef in Italië tot in 1852. Tijdens zijn verblijf in Rome zond hij werken naar Brussel waaronder “De Spartaanse bakermat”, “Een harpspeelster” en “De Engel van de Apocalyps”. Stallaert maakte er kennis met de Franse schilder Alexandre Cabanel en bestudeerde in het bijzonder  Rafaëls' Stanzen in het  Vaticaan, wat later in zijn decoratief werk tot uiting zal komen. Daarnaast bezocht hij Napels en de bedolven stad Pompeï. Dit inspireerde hem voor “De grot van Diomedes” dat hem in 1860 te Brussel een gouden medaille opleverde.
Navez, zeer opgezet met de Romeprijs van zijn leerling, kwam tussen bij het stadsbestuur van Brussel met een voorstel om Stallaert na zijn terugkeer uit Italië een schilderij voor het Stadhuis te laten maken. De Raad keurde deze vraag goed op 15 december 1847 en in 1852 leverde Stallaert het werk “De dood van Everaert T’Serclaes” af.
Bij zijn terugkeer in 1852 werd Stallaert directeur van de Academie te Doornik.
Hij solliciteerde op 22 februari 1865 bij het Brusselse stadsbestuur naar de betrekking van eerste leraar schilderen en tekenen aan de Academie. Ook andere gerenommeerde kunstenaars stelden zich kandidaat, onder hen : Charles Wauters, directeur van de Mechelse Academie, en Charles Degroux bekend om zijn historische muurschilderingen in de grote zaal van de Hallen te Ieper. Toch was het Joseph Stallaert die op 2 oktober 1865 werd aangesteld als eerste leraar tekenen en schilderen naar de natuur.
Vijf jaar later zou hij samen met Joseph van Severdonck en Alexandre Robert de leiding nemen over het atelier schilderen naar de natuur en vanaf 2 januari 1884 de lessen schilderkunst geven op verzoek van  Portaels. Stallaert stond ook nog in voor de afdeling decoratief schilderen vanaf 1 oktober 1886.
Bij de dood van Portaels op 8 februari 1895 stelde zich het probleem van de opvolging van de directeur aan de Brusselse Academie. In afwachting van een definitieve beslissing in handen van de Academieraad en het stadsbestuur, werd Stallaert op de dag na Portaels overlijden tot waarnemend directeur benoemd. Drie maanden later viel de beslissing : zij die de titel van eerste leraar droegen zouden elkaar na een driejaarlijks mandaat aflossen. De leeftijd bepaalde de volgorde en aangezien Stallaert de oudste was, werd hij op 30 juli door de Academieraad niet alleen met de directie van de Academie belast, maar stelt deze hem ook aan tot eerste leraar schilderkunst en tekenen naar de natuur, in vervanging van Portaels en in ruil voor zijn eerste klas decoratief schilderen die na een wedstrijd aan Constant Montald te beurt zal vallen. Op 15 april 1898 liep Stallaerts mandaat af en volgde de beeldhouwer Charles Van der Stappen hem op.
Aangezien het stadsbestuur de leeftijdsgrens voor het geven van lessen aan de Academie op 70 jaar had vastgesteld, moet Stallaert worden vervangen. Na een wedstrijd, uitgeschreven voor al degenen die naar deze sleutelposities op de Academie kandideren, werd Isidore Verheyden benoemd tot eerste leraar schilderkunst naar de natuur en Herman Richir, tot eerste leraar tekenen naar de natuur. Op 30 september 1900 werd Stallaert gepensioneerd.

## Leerlingen
Oa. Pierre Abattucci, Géo Bernier, Emile Bulcke, Jules Cran, Julien De Beul, Jean Delville, James Ensor, Franz Gailliard, Hubert Glansdorff, François-Joseph Halkett, André Hennebicq, Vital Keuller, Victor Lefebvre, Jacques Madyol, Paul-Jean Martel, Marten Melsen, Albert Pinot, Lucien Rion, Aimé Stevens, Flori Van Acker, Charles-Louis Voets, Rodolphe Wytsman...

## Situering
Stallaert was een van de laatste vertegenwoordigers in België van de academische kunst gesproten uit de neoklassieke kunst. Maar vele van zijn leerlingen, vooral na 1880 volgden deze esthetische idealen niet lang meer op na het einde van hun academiestudies.

## Trivia
- Een neef van hem was de filoloog Karel-Frans Stallaert.
- Straatnamen in Elsene en Ukkel

## Musea en andere realisaties
- Antwerpen, Kon. Museum voor Schone Kunsten
- Brussel, Stadhuis
- Brussel, Nationale Bank (Plafonddecoratie)
- Brussel, Kon. Musea voor Schone Kunsten van België : “De dood van Dido” (ca. 1872)(265 x 412 cm)
- Brussel, Museum van Elsene
- Doornik, Museum voor Schone Kunsten
- Gent, Museum voor Schone Kunsten
- Merchtem, Raadzaal